# عشب صناعي

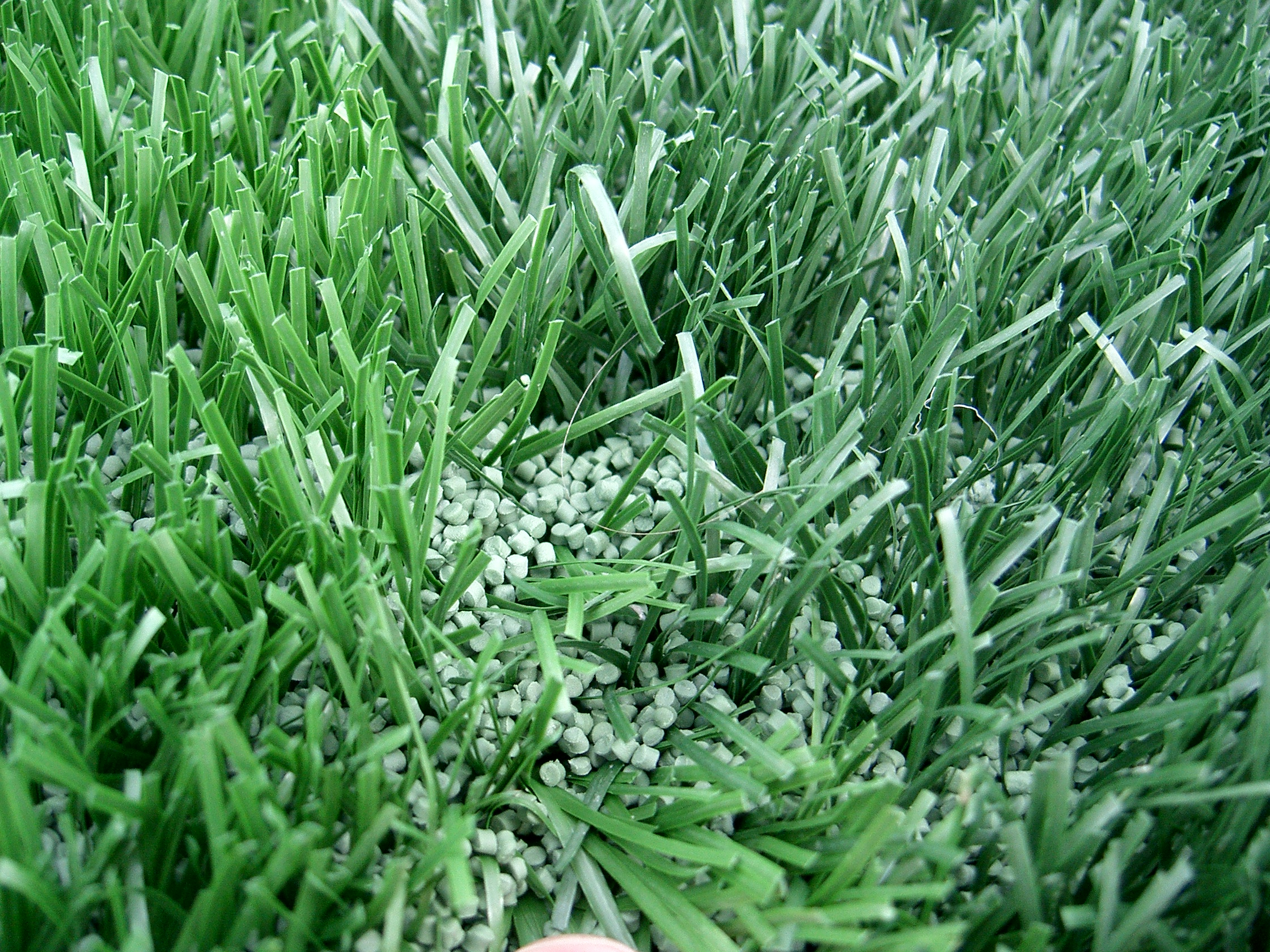
عشب صناعي حديث

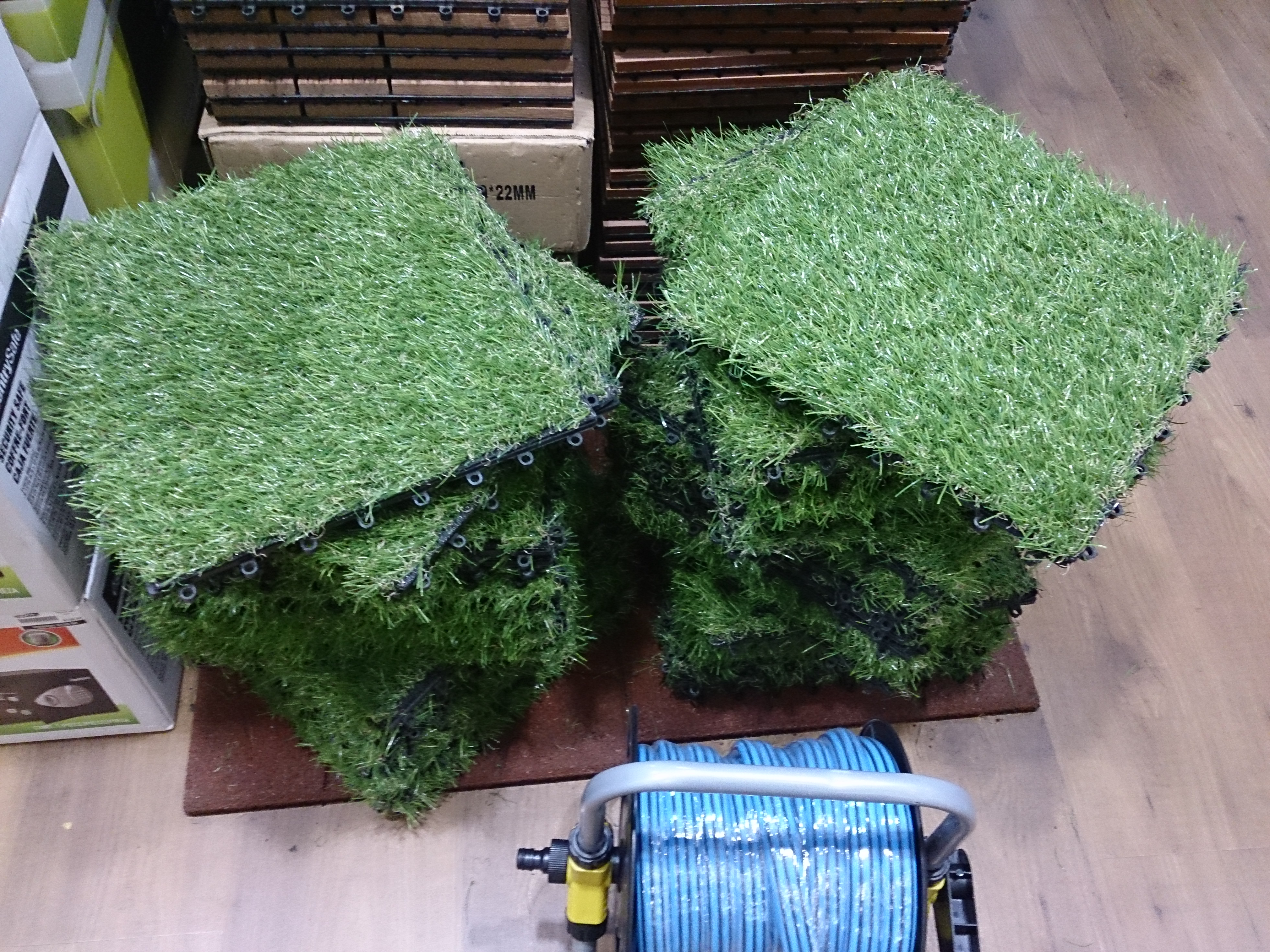
أعشاب صناعية منزلية

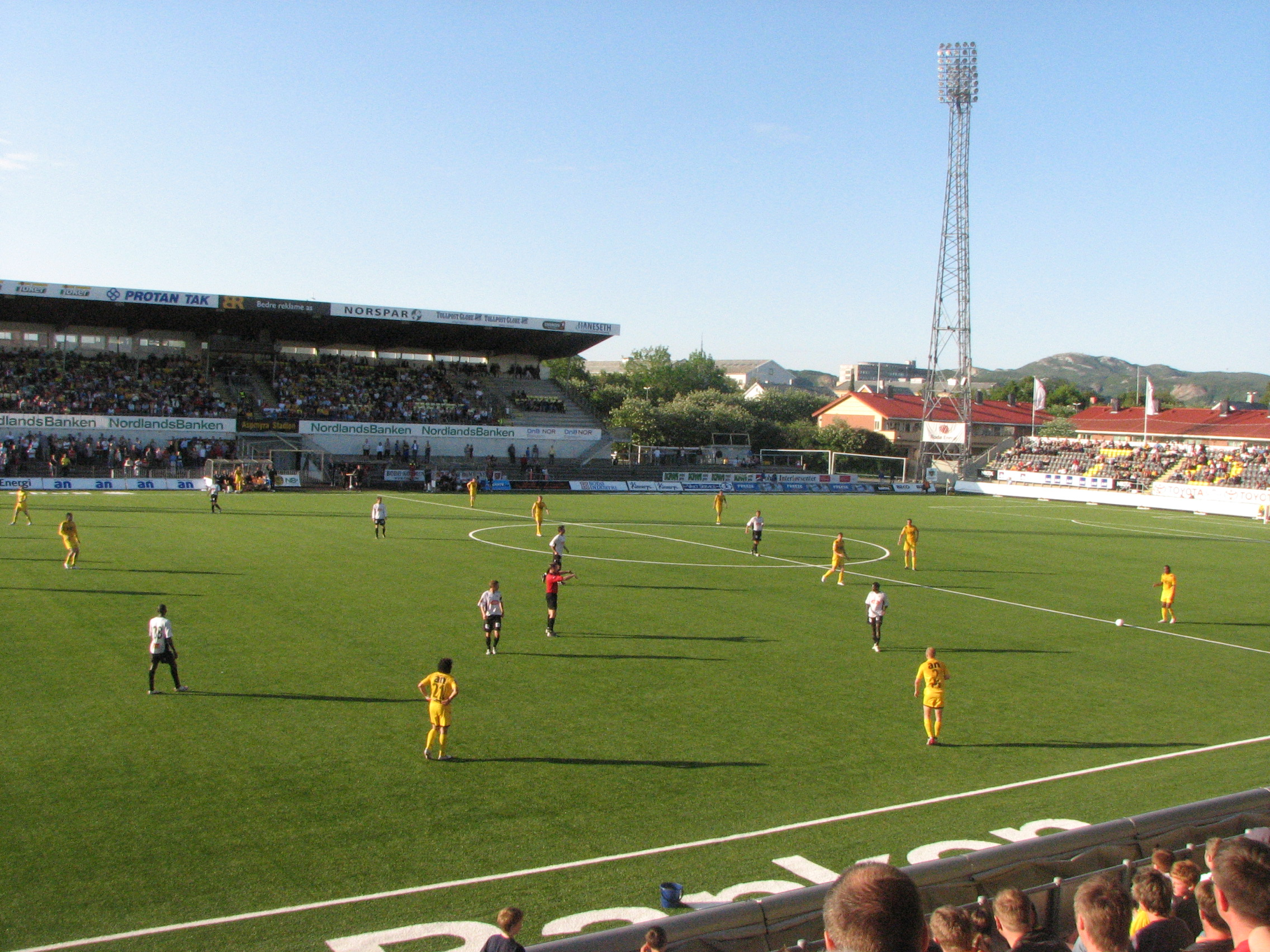
ستاد أسمبيرا في النرويج مغطى بالعشب الصناعي

عشب صناعي هو شكل من الليفات الإصطناعية تشبه العشب الطبيعي، تستخدم هذه الأعشاب غالباً في بناء أرضية الملاعب الرياضية ذات الأرض العشبية، مثل ملاعب كرة القدم وكرة القاعدة وهوكي الحقل ورياضات أخرى، وحالياً يستخدم أيضاً في الأماكن السكنية والتجارية، والسبب الرئيسي لتواجده بكثرة أنه لا يحتاج إلى الري والعناية به مثل العشب الطبيعي، لكن في نفس الوقت لديه مساوئ مثل أنه محدود المدة ويحتاج إلى التبديل والتنظيف، تستخدم فيه مواد بترولية غالية، ويحتوي على مواد كيميائية سامة قد تكون خطرة على الأطفال خصوصاً، وقد بدأت زراعة الملاعب بالعشب الطبيعي منذ ستينات القرن الماضي وكان ملعب أسترودوم في هيوستن في الولايات المتحدة، أول ملعب يستخدم العشب الصناعي.
عشب صناعي الحدائق
يستخدم العشب الصناعي للارضيات والجدران، فيستخدم في لتجميل ارضيه الحديقة المنزلية ولا يتآثر بالماء، كما يستخدم لتزيين الجدران عن طريق تركيه على الجدار بمسامير فيعطي شكل مميز للجدار.